# ماسگو

ماسگو شهری در شهرستان توئسه در استان بازگا در بورکینافاسوی مرکزی است و جمعیت آن ۱۲۷۳ نفر است.